# Billow Kerow
Billow Kerrow (sinh năm 1958 tại Rhamu) là một chính khách Kenya. Ông từng là đại biểu Quốc hội của Khu vực bầu cử Trung tâm Mandera từ năm 2002 đến năm 2007 và là thượng nghị sĩ đầu tiên của Hạt Mandera từ năm 2013 đến năm 2017. Ông cũng từng được bổ nhiệm làm bộ trưởng tài chính trong nội các bóng của Liên minh Quốc gia châu Phi Kenya thuộc khóa nghị viện thứ 9, và Chủ tịch Ủy ban Thường trực về Tài chính, Thương mại và Ngân sách tại Thượng viện. Vào tháng 2 năm 2016, ông giữ chức Nghị sĩ của Nghị viện Liên châu Phi thay cho Thượng nghị sĩ Kipchumba Murkomen. Năm 2017, Billow Kerrow quyết định từ giã chính trường sau 15 năm nói rằng đây là "thời điểm thích hợp để đánh giá lại và tiếp tục".